# Wilhelm Speiser
Wilhelm Speiser (* 2. August 1838 in Jesingen; † 7. Februar 1927 in Göppingen) war ein deutscher Maschinenbau-Unternehmer und Politiker (als Abgeordneter im Deutschen Reichstag).

## Leben

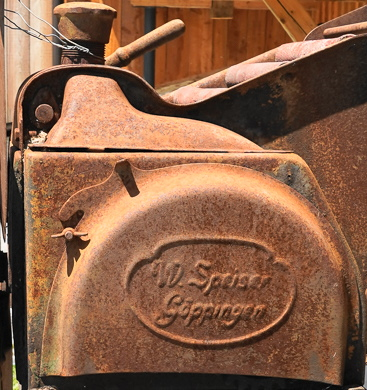
Maschine aus der Produktion des Unternehmens W. Speiser

Speiser besuchte die Realschule in Kirchheim unter Teck und absolvierte eine Ausbildung als Schmied und eine kaufmännische Ausbildung. 1864 trat er in Göppingen als Gesellschafter in das Unternehmen Friedrich Rapp ein, das landwirtschaftliche Maschinen herstellte. 1874 gründete er ein eigenes Unternehmen zur Produktion von Landmaschinen und Geräten mit eigener Eisengießerei, das 1910 eine Belegschaft von 500 Arbeitern hatte. Die Leitung des Unternehmens ging auf seine Söhne Hermann und Heinrich über; es existierte bis 1970, als es an Claas verkauft wurde.
Wilhelm Speiser war zwei Jahre Stadtverordneter und sechs Jahre Gemeinderat in Göppingen. Von 1890 bis 1898 war er Mitglied des Deutschen Reichstags für den Wahlkreis Württemberg 10 (Gmünd, Göppingen, Welzheim, Schorndorf) und die Deutsche Volkspartei.